# Caenanthura indica
Caenanthura indica är en kräftdjursart som beskrevs av Negoescu 1980. Caenanthura indica ingår i släktet Caenanthura och familjen Anthuridae. Inga underarter finns listade i Catalogue of Life.